# Bradley Cooper
Bradley Charles Cooper (sinh ngày 5 tháng 1 năm 1975) là một nam diễn viên và nhà làm phim người Mỹ. Anh đã được đề cử nhiều giải thưởng danh giá, trong đó có 4 giải Emmy, 2 giải BAFTA và 2 giải Quả Cầu Vàng. Từng là một trong số các diễn viên được trả thù lao cao nhất trong 3 năm liên tiếp, anh từng xuất hiện trong danh sách Forbes Celebrity 100 hai lần, và danh sách 100 người có ảnh hưởng nhất thế giới của tạp chí Times vào năm 2015.
Anh tham gia khóa MFA ở Actors Studio, tại New York vào năm 2000. Sự nghiệp của anh bắt đầu bằng vai diễn phim truyền hình như Sex and the City vào năm 1999, 2 năm sau anh tham gia bộ phim ngắn đầu tiên của mình là Wet Hot American Summer. Tuy nhiên, nhờ vai diễn Will Tippin trong bộ phim trinh thám Alias (2001-2006), anh nhận được nhiều sự chú ý và đạt vài thành công nho nhỏ với vai diễn phụ trong bộ phim hài Wedding Crasher (2005). Vai diễn trong The Hangover năm 2009 là vai diễn đột phá của anh, bộ phim nhận được nhiều đánh giá tích cực và thành công về mặt thương mại, dẫn đến việc có thêm 2 phần được sản xuất vào năm 2011 và năm 2013.
Vai diễn nhà văn nghèo khó trong Limitless (2011) và vai diễn cảnh sát mới vào nghề trong bộ phim trinh thám The Place Beyond the Pines (2012) nhận được nhiều lời khen từ giới phê bình. Anh cũng nhận được nhiều thành công với vai diễn trong bộ phim hài tình cảm Silver Linings Playbook (2012), vai phụ trong bộ phim hài trinh thám American Hustle (2013) và tham gia quá trình sản xuất cũng như đóng vai chính trong phim American Sniper (2014). Vì những sự đóng góp này mà anh được đề cử 4 giải Oscar và là diễn viên nam thứ 10 nhận được đề cử giải Oscar trong 3 năm liên tiếp. Năm 2014, anh đóng vai Joseph Merrick trong nhạc kịch The Elephant Man của Broadway, và nhận được đều cử Diễn viên kịch xuất sắc nhất từ giải Tony. Cũng vào năm 2014, anh tham gia lồng tiếng cho nhân vật Rocket Racoon thuộc Vũ trụ điện ảnh Marvel.
Cuộc sống riêng tư của anh cũng là đề tài của giới truyền thông. Anh từng kết hôn với Jennifer Espotio từ năm 2006 tới năm 2007, hiện tại anh đang có mối quan hệ với Irina Shayk (cả hai đã có một con gái) từ năm 2015. Anh cũng ủng hộ nhiều tổ chức giúp đỡ mọi người chống lại căn bệnh ung thư.

## Thời thơ ấu
Bradley sinh ngày 5/1/1975 ở Philadelphia và lớn lên ở một khu vực cư dân thuộc Jenkintown và Rydal. Mẹ của anh là Gloria (nhũ danh Campano) làm việc ở đài NBC địa phương. Cha của anh là ông Charles Cooper làm nhân viên chứng khoán cho Merrill Lynch. Ông Charles là hậu duệ của người Irish, trong khi bà Glora là hậu duệ người Ý (từ vùng Abruzzo và Naples). Bradley có một chị gái tên Holly, cả hai theo đạo Chúa.
Trong cuộc phỏng vấn kể về thời thơ ấu, Bradley tự mô tả mình là "một người chưa bao giờ nhận được lời khen 'trông anh đẹp trai đấy' vì mọi người nghĩ tôi là con gái, tôi giống con gái vì mẹ tôi thường để tóc dài cho tôi". Anh chơi bóng rổ rất cừ và cũng thích nấu ăn: "Tôi từng có một vài người bạn tới nhà chơi sau khi từ nhà trẻ về về, tôi nấu ăn cho họ. Tôi chế biến món lagsana từ bất cứ nguyên liệu nào có trong tủ lạnh". Bradley thậm chí từng muốn gia nhập quân ngũ, chuyển tới Nhật Bản làm ninja. Lúc còn trẻ, cha của Bradley giới thiệu các bộ phim như The Elephant Man, đây là bộ phim đã thúc đẩy anh theo nghiệp diễn. Bradley nói rằng ban đầu ba mẹ anh rất lo lắng khi anh quyết định làm diễn viên, tuy nhiên sau khi thấy anh đóng vai Joseph Merrick trong vở nhạc kịch The Elephant Man, cả hai đã đổi ý.
Trong lúc theo học ở Học viện Germantown, anh làm việc ở tờ Philadelphia Daily News. Ở trường, anh không phải là đứa trẻ thông minh nhất và cũng không phải là đứa trẻ ngầu nhất và "chả có gì đặc biệt xuất chúng xảy ra cả". Sau khi tốt nghiệp vào năm 1993, anh học được một năm ở Đại học Villanova trước khi chuyển sang Đại học Georgetown. Bradley tốt nghiệp với bằng danh dự Cử nhân Nghệ thuật ở Anh vào năm 1997. Anh từng là thành viên của nhóm kịch ở Georgetown và từng diễn chung với Nhà hát kịch Nomadic. Bradley thông thạo tiếng Pháp trong thời gian học ở Georgetown, và trải qua 6 tháng làm học sinh trao đổi ở Aix-en-Provence, Pháp. Lúc mới đầu nghiệp diễn xuất trong phim truyền hình, anh xuất hiện với một vai nhỏ trong Sex and the City với Sarah Jessica Parker. Bradley từng là người dẫn chương trình cho loạt chương trình du lịch khám phá mang tên Globe Trekker (2000), giúp anh được đi du lịch tới các nơi như Croatia và Peru.
Bradley từng hứng thú với chuyên ngành ngoại giao sau khi đi thử vai ở lớp Master ở Actors Studio và được James Lipton lựa chọn. Vào năm 2000, anh nhận bằng Master về nghệ thuật từ Actors Studio Drama ở New York. Ở đó, anh được huấn luyện cùng với Elizabeth Kemp, người mà anh mô tả rằng: "đó giờ tôi chưa bao giờ cảm thấy thoải mái thư giãn cho tới khi gặp bà ấy". Elizabeth đã tư vấn cho Bradley về những dự án phim của anh. Trong lúc học ở New York, anh làm việc gác cửa ở Khách sạn Morgans và chạm mặt với Robert de Niro, cả hai trao đổi câu hỏi về lớp Master, sau đó gặp nhau trong một tập của Inside the Actors Studio.

## Sự nghiệp

### 2001-2008
Vai diễn đầu tiên của Bradley là trong bộ phim hài Wet Hot American Summer (2001), kể về một chuyến du lịch hè vào năm 1981. Anh thủ vai Ben, một nhà tư vấn và là người yêu của nhân vật do Michael Ian Black thủ vai. Mặc dù bộ phim không đạt được thành công về mặt thương mại, nó lại trở thành một hiện tượng trong nhiều năm. Anh tham gia phần tiếp theo do Netflix phát hành bao gồm 8 tập, dựa theo phần trước đó tên Wet Hot American Summer: First Day of Camp (2015).
Trong bộ phim truyền hình Alias (2001-06), anh đạt được nhiều thành công với vai diễn Will Tippin, một phóng viên địa phương và là bạn thân của nhân vật Sydney Bristow do Jennifer Garner thủ vai. Jennifer Garner là một trong số nhiều người anh gặp khi mới tới Los Angeles, anh miêu tả "rất dạt dào tình mẫu tử...cô ấy lúc nào cũng chăm sóc tôi, luôn muốn chắc chắn rằng tôi sẽ ổn". Anh tham gia bộ phim tâm lý xã hội Changing Lanes vào năm 2002. Phần diễn của anh bị cắt trong giai đoạn hoàn thiện bộ phim, nhưng được chiếu đầy đủ trên bản DVD và Blu-ray. Cũng vào năm 2002, anh đóng vai trong một bộ phim về chuyện tình tay ba tên Breaking All the Rules. Anh là diễn viên khách mời trong bộ phim truyền hình Miss Match và thủ vai một chàng trai cao bồi và là huấn luyện viên cưỡi ngựa tên Morgan Murphy trong bộ phim truyền hình The Last Cowboy, được chiếu trên kênh Hallmark vào tháng 1/2003. Sau đó anh tham gia bộ phim I Want to Marry Ryan Banks (2004) cùng với diễn viên Jason Priestley, và một vai diễn nhỏ trong loạt phim Jack & Bobby (2004-05).
Sự nghiệp của Brad càng phất lên với nhiều vai diễn đầy hứa hẹn nhưng bộ phim do David Dobkin đạo diễn là Wedding Crasher (2005) cùng với diễn viên Owen Wilson, Vince Vaughn và Rachel McAdams. Trong bộ phim, anh thủ vai Sack Lodge là người bạn trai nóng tính của Clair (do Rache McAdams thủ vai), Sack là người háo thắng - đây là một vai diễn mà Bradley mô tả là "hơi tâm thần". Bradley nghĩ rằng những vai phản diện giúp cho khán giản có cái nhìn đa chiều hơn về anh, vì trước đó anh toàn diễn những vai "người tốt". Bộ phim chỉ có ngân sách là 40 triệu đô nhưng lại thu về doanh thu tận 285 triệu đô toàn cầu. Vào tháng 9/2005, hãng Fox ra mắt bộ phim hài kịch tình huống Kitchen Confidential, dựa theo hồi kí của đầu bếp Anthony Bourdain, Bradley thủ vai chính. Mặc dù nhận được nhiều phê bình tích cực, Kitchen Confidential bị hủy sau 4 tập do tỉ lệ người xem thấp.
Vào tháng 3/2006, Bradley thủ vai Pip/Theo trong Three Days of Rain on Broadway với Julia Roberts và Paul Rudd. Đây là vai diễn tiếp theo sau những vai diễn nhỏ trong bộ phim hài lãng mạn Failure to Launch (2006) và bộ phim hài The Combacks (2007). Sau đó anh xuất hiện trong phần 5 của loạt phim Nip/Tuck (2007) với vai diễn diễn viên Aidan Stone trong phim truyền hình hư cấu tên Hearts 'N Scalpels. Năm 2008, anh thủ vai chính trong phim Older than American, cũng như tham gia quá trình sản xuất cho vở kịch The Understudy của Theresa Rebeck tại Liên hoan Nhà hát kịch cùng với Kristen Johnson. Trong những vai diễn nhỏ thủ vai bạn thân cho tới những vai diễn chính trong bộ phim hài năm 2008 Yes Man và The Rocker, Bradley còn thủ vai chính trong phim siêu nhiên The Midnight Meat Train (2008) do Ryuhei Kitamura đạo diễn, dựa trên truyện ngắn cùng tên của Clive Barker (1984). Trong phim, anh thủ vai một tay thợ chụp ảnh lần theo dấu vết của một tên sát nhân hàng loạt là một bước thúc đẩy mới mẻ so với những vai diễn hài trước đó, Bradley cũng cảm thấy rất thú vị. Bộ phim nhận được nhiều ý kiến đánh giá tích cực từ các nhà phê bình, dù đạt doanh thu không cao khi ra rạp.

### 2009-2012: Thành công và đột phá
Tháng /2009, Bradley dẫn chương trình Saturday Night Live trên radio, diễn vai nhại lại diễn viên Christian Bale trong một vở hài kịch ngắn. Theo sau đó, anh diễn một vai phụ trong bộ phim He's Just Not That Into You. Vai diễn đột phá nhất của anh là trong bộ phim The Hangover do Todd Phillips đạo diễn (2009), anh đóng vai Phil Wenneck, một trong ba người bạn thân cùng với Ed Helms và Zach Galifianakis tỉnh dậy sau một buổi tiệc từ giã đời độc thân ở Las Vegas, hoàn toàn không nhớ gì đã xảy ra đêm trước đó trong khi chú rể tương lai lại mất tích. The Hangover đạt được thành công lớn về mặt thương mại và là một trong những bộ phim dán mác R có doanh thu cao nhất. A.O. Scott của tờ New York Times viết: "Bradley đã đem đến màn trình diễn tuyệt vời trong vai diễn một tên cà chớn và nóng nảy ẩn sau một tính khí thất thường". Vì vai diễn này, Bradley nhận được giải thưởng ở Liên hoan phim Hollywood lần thứ 13 và là đề cử đầu tiên của anh là giải MTV Movie cho "Vai diễn hài kịch xuất sắc nhất". Tờ The Daily Telegraph cho rằng sự thành công của bộ phim đã giúp Bradley trở thành "diễn viên chính hay nhất". Hơn thế, trong bài phỏng vấn năm 2011 với tạp chí Shave, anh khẳng định rằng: "Mọi chuyện vẫn như cũ. Ý tôi là có nhiều cơ hội mở ra hơn cho tôi, nhưng không có nghĩa là tôi vừa ngồi hút xì gà thảnh thơi vào sáng thứ hai vừa xem lược qua chồng kịch bản được gửi tới".
Cũng vào năm 2009, Bradley tham gia bộ phim kinh dị tâm lý Case 39 vốn đã bị hoãn ghi hình vào năm 2006. Anh diễn cặp với Sandra Bullock trong bộ phim hài All About Steve, bộ phim nhận được nhiều ý kiến tiêu cực bởi giới phê bình và không thu hút được nhiều khán giản; bộ phim nhận được giải Mâm Xôi Vàng cho Cặp bạn diễn tệ nhất. Theo sau vai diễn đó là vai diễn trong 9 phần của bộ phim New York, I Love You (2009), anh xuất hiện trong Valentine's Day (2010), do Garry Marshall đạo diễn, và diễn chung với Julia Roberts. Bộ phim đạt được thành công thương mại tốt, đạt doanh thu hơn 215 triệu đô. Sau đó anh xuất hiện trong bộ phim hài Brother's Justic trong vai Templeton "Faceman" Peck cùng với Liam Neeson, Quinton Jackson, và Sharlto Copley. Để chuẩn bị cho vai diễn, anh kiêng đường, muối và tinh bột, cùng với chế độ tập luyện hà khắc. Tuy nhiên bộ phim lại không đạt được thành công như mong đợi cũng như có doanh thu phòng vé hẩm hiu. Tim Robey của tờ The Daily Telegraph viết: "Bradley lại chứng minh anh là diễn viên gặp thời tùy bộ phim", trong khi tờ Empire lại tâng bốc Bradley cùng với Sharlto vì cả hai đã diễn hết mình cho vai diễn. Bradley là dẫn chương trình khách mời của WWE Raw vào tháng 6/2010.
Năm 2011, Bradley tham gia bộ phim viễn tưởng Limitless dựa trên tiểu thuyết The Dark Fields của Alan Glyn ra mắt vào năm 2001. Trong bộ phim do Neil Burger đạo diễn, anh đóng vai một nhà văn được giới thiệu cho một loại thuốc siêu năng lực giúp cho anh vận hành khối não của mình hết công suất, điều này đã cải thiện đáng kể cuộc sống của anh. Trang web Box Office Mojo lo ngại về doanh thu của bộ phim, tuy nhiên nó lại đạt được thành công thương mại với doanh thu 161 triệu đô. Cây bút của tờ Variety cho rằng "vai diễn lần này của Bradley đã giúp anh tiến xa hơn trong danh tiếng. Tiếp sau đó là tiếp nối thành công của The Hangover phần hai (2011) với doanh thu 580 triệu đô. Tuy nhiên, các nhà phê bình lại có nhiều đánh giá tiêu cực, dù tờ Time lại khen ngợi: "Bradley lại tiếp tục với phong cách diễn của mình: anh ấy vừa nóng nảy vừa hài hước. Anh ấy có ngoại hình sáng sủa cùng với đúng thời điểm diễn xuất, khiến cho mọi thứ đều hài hước hơn". Ở giải People's Choices lần 38, anh được đề cử cho giải Nam diễn viên hài được yêu thích nhất.
Năm 2010, anh xuất hiện trong 4 bộ phim: The Words, Hit and Run, The Place Beyond the Pines và The Silver Linings Playbook. The Words không như mong đợi, cũng như bộ phim hài Hit and Run. Trong bộ phim trinh thám The Place Beyond the Pines do Derek Cianfrance đạo diễn, anh đóng vai cảnh sát mới vào nghề, đây là vai diễn và Derek đo ni đóng giày cho anh. Đạo diễn Derek từng lái xe 4 tiếng đồng hồ tới Montreal để mời anh tham gia bộ phim. Derak miêu tả nhân vật của Bradley là tập hợp vì "vừa là một anh hùng tuy nhiên bên trong thâm tâm lúc nào cũng giằng xé và mâu thuẫn, cố che giấu tội lỗi và xấu hổ". Dù có nhiều ý kiến đánh giá tích cực, bộ phim đạt doanh thu phòng vé khiêm tốn.
Bradley đóng cặp với Robert de Niro và Jennifer Lawrence trong bộ phim tình cảm hài Silver Linings Playbook do David O. Russell đạo diễn, được dựa theo bộ sách dài tập cùng tên của tác giả Matthew Quick. Vai diễn của anh là một người đàn ông trung niên đã ly dị với chứng bất ổn tâm lý từng làm nghề giáo viên tìm thấy mối đồng cảm với một người góa phụ trẻ đẹp bị trầm cảm. Lúc mới đầu Bradley không hài lòng với vai diễn này vì vượt quá khả năng của anh trong việc xây dựng nhân vật, nhưng sau đó lại nhận lời vì sự tự tin của đạo diễn. Đạo diễn David từng rất ấn tượng với Bradley bởi vai diễn trong Wedding Crashers, cho rằng anh "có năng lượng của một anh chàng vừa xấu tính vừa tốt tính", David cho rằng Bradley có khả năng truyền đạt cảm xúc và nỗi sợ tan vỡ trên màn ảnh. Để chuẩn bị cho vai diễn, anh theo học lớp học nhảy cùng với biên đạo múa Mandy Moore, miêu tả Bradley "có tài nhảy bẩm sinh". Bộ phim có doanh thu phòng vé tốt, đạt 236 triệu rưỡi đô Mỹ dù chỉ có ngân sách 21 triệu đô. Peter Travers của tờ Rolling Stone cho rằng Bradley đã có vai diễn thành công nhất trong sự nghiệp cũng như lia qua hết những vai diễn khác nhau. Có nỗi đau đâu đó trong sự hài hước chạm tới đáy lòng của mỗi người". Vì vai diễn này mà anh đã có giải MTV Movei cho Màn trình diễn xuất sắc nhất cũng như được đề cử cho giải Oscar, giải Quả cầu vàng, và giải Screen Actors Guild cho Nam diễn viên xuất sắc nhất.

### 2013-hiện tại
Năm 2013, Bradley tiếp tục đóng vai Phil Wenneck trong phần cuối cùng của The Hangover, tuy nhiên bộ phim lại nhận rất nhiều phê bình từ giới phê bình. Một nhà phê bình phim của The Independent tranh cãi rằng "Bradley diễn hơi lố với những phần không cần gì nhiều cả". Tuy nhiên, như 2 phần trước đó, bộ phim lại có thành công về mặt thương mại với doanh thu 362 triệu đô Mỹ, và là 1 trong những bộ phim đạt doanh thu cao nhất của Bradley. Sau đó, anh đóng vai đặc vụ FBI trong bộ phim hài trinh thám American Hustle cho David O. Russell đạo diễn. Bộ phim dựa theo chuyện quan liêu vào những năm 1970 ở New Jersey. Bộ phim còn có sự góp mặt của Christian Bale, Amy Adams, Jeremy Renner và Jennifer Lawrence. Bộ phim đạt được doanh thu 251 triệu đô Mỹ. Kim Newman của tờ Empire viết: "Bradley luôn được giao những vai bình thường nhất, tuy nhiên anh luôn khiến vai diễn của mình tỏa sáng" cũng như khen ngợi anh. Bradley được đề cửa cho giải Oscar, giải BAFTA, giải Critics' Choice Movie và giải Quả cầu vàng cho Nam diễn viên phụ xuất sắc nhất nhưng lại không thắng giải nào.
Bradley tái hợp với bạn diễn Jennifer Lawrance trong bộ phim Serena do Susanne Bier đạo diễn - được dựa một phần trong tiểu thuyết của Ron Rash. Cặp đôi đóng vai cặp vợ chồng tham gia 1 loạt các hoạt động phi pháp sau khi biết được họ không thể có con. Bộ phim được ghi hình vào năm 2012 nhưng được ra rạp vào năm 2014 với hàng loạt ý kiến phê bình tiêu cực và doanh thu phòng vé nghèo nàn. Jake Wilson của tờ Canberra Times mô tả: "Bradley Cooper lần nữa lại chứng minh thực lực của mình với vai chính bằng việc tiếp cận vai diễn như là nhân vật trong phim đóng vai diễn viên". Trong năm 2014, Bradley lồng tiếng nhân vật Rocket Racoon trong bộ phim của hãng Marvel là Guardians of the Galaxy. Anh trở lại sân khấu Broadway với vai diễn Jose Merrick của The Elephant Man. Michael Coveney của Whatsonstage.com miêu tả màn trình diễn của anh là "Bradley tránh khỏi mọi vấp ngã trong nghiệp diễn bằng việc hoàn thành vai diễn trong hình tượng quái dị với đam mê tận sâu trong tâm hồn. Đó là một màn trình diễn tuyệt vời và cảm động". Anh nhận được đề cử của giải Tony cho Nam diễn viên kịch xuất sắc nhất.
Cũng vào năm 2014, Bradley đồng sản xuất cũng như tham gia bộ phim American Sniper trong vai sĩ quan quân đội tên Chris Kyle của SEAL - đây là bộ phim có đề tài chiến tranh hồi kí do Clint Eastwood đạo diễn. Bộ phim kể về Chris, là sĩ quan đáng gờm nhất trong lịch sử quân đội Mỹ, được dựa theo một phần trong hồi kí. Để đóng vai này, Bradley phải tham gia tập luyện hà khắc và theo chế độ ăn kiêng để tăng thêm 18 kg. Ngoài ra anh còn họ thêm khóa luyện giọng và tìm hiểu về nhân vật Chris Kyle. Anh còn học thêm khóa bắn tỉa từ cựu quận nhân của Navy SEAL Kevin Lacz người từng đồng chiến đấu với Chris Kyle. Bộ phim sau khi ra mắt nhận được nhiều ý kiến và đánh giá tích cực của mọi người. Bradley nhận được một giải MTV Movie Awards cho Diễn viên nam xuất sắc và được đề cử cho giải Oscar với mục Nam diễn viên chính xuất sắc nhất; bộ phim được đề cử cho hạng mục Hình ảnh tốt nhất. Với những đề cử này, Bradley trở thành diễn viên nam thứ 10 nhận được đề cử giải Oscar liên tiếp trong 3 năm.
Trong năm 2015, không có bộ phim nào của anh có doanh thu phòng vé khả quan. Bộ phim Aloha anh tham gia cùng với Emma Stone và Rachel McAdams nhận được nhiều chỉ trích vì tẩy trắng nhân vật. Dù vậy, anh vẫn được đề cử cho giải Nam diễn viên hài xuất sắc nhất ở giải Teen Choice Awards năm 2015. Trong bộ phim Burnt của John Wells, Bradley đóng vai đầu bếp cố vực dậy lại sự nghiệp sau khi lạm dụng chất gây nghiện dẫn tới sự nghiệp bị phá hủy. Trong khi bộ phim bị cho là "làm quá", Jon Frosch của The Hollywood Reporters cho rằng "màn trình diễn của nam diễn viên chính đã khiến chúng ta tha thứ cho việc bộ phim nhàm chán tới mức nào. Gần như là vậy". Trong phim Joy, anh tái hợp với đạo diễn David O. Russell và Jennifer Lawrence. Năm 2016, anh tham gia lồng tiếng cho bộ phim kinh dị 10 Cloverfield Lane, vai phụ trong War Dogs, đồng sản xuất cho công ty Joint Effort hợp tác giữa anh và Todd Phillips. Trong năm 2017, anh tiếp tục tham gia lồng tiếng cho nhân vật Rocket Racoon trong Guardians of the Galaxy 2.

Bradley sẽ đạo diễn bộ phim đầu tiên của mình với sự tham gia của Lady Gaga, đây là bộ phim làm lại của bộ phim nhạc kịch năm 1954 tên A Star is Born. Anh sẽ đóng vai ca sĩ Jackson Maine có mối tình với người phụ nữ tên Ally (do Lady Gaga đóng) nhưng sau đó lại trở nên khó chịu khi sự nghiệp của Ally làm lu mờ sự nghiệp của mình. Anh tiếp tục tham gia vai diễn Rocket trong Avengers: Infinity War (2018). Anh cũng đã đồng ý tham gia phần tiếp theo sẽ được ra mắt vào năm 2019 là Guardians of the Galaxy, dự kiến ra rạp vào tháng 10/2018.

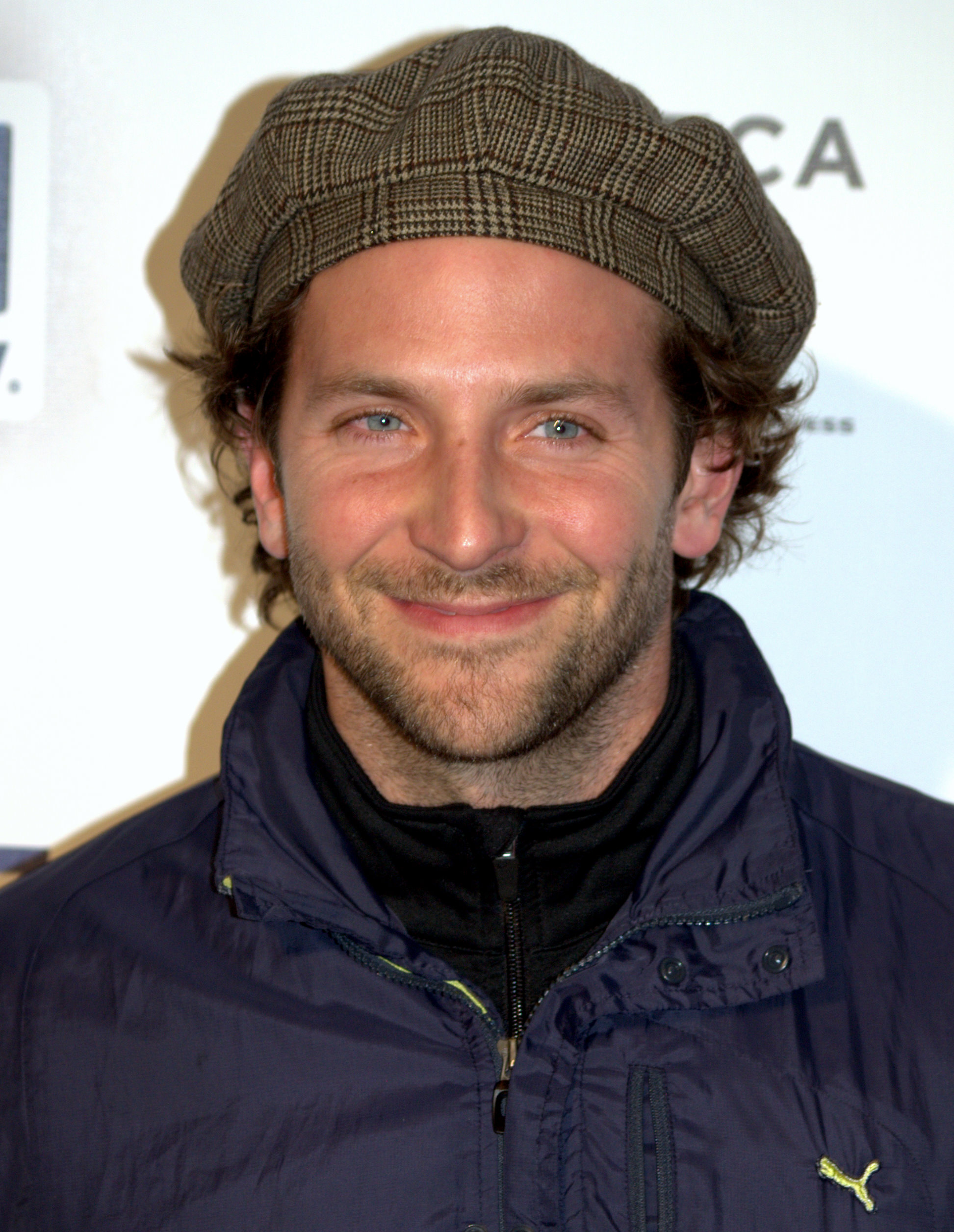
Cooper tại liên hoan phim Tribeca phát hành phim của Woody Allen, Whatever Works vào tháng 4 năm 2009.

## Cuộc sống đời tư
Những năm đầu tiên trong sự nghiệp của mình, Bradley đối mặt với nhiều khó khăn. Khi vai diễn của anh trong mùa thứ hai của Alias bị cắt giảm thời lượng, anh có ý định từ bỏ. Anh thậm chí từng có ý định tự tử sau khi đối mặt với những khó khăn và nghi ngờ về sự nghiệp của mình. Anh quyết định từ bỏ chất có cồn từ năm 2004, nhấn mạnh rằng chúng sẽ hủy hoại cuộc đời của mình.
— Tôi từng tham dự một buổi tiệc và đập đầu mình vào sàn bê tông như kiểu xem tao cứng cỏi như thế nào nè. Khi tôi đứng dậy cũng là lúc máu chảy đầm đìa. Nhưng tôi tiếp tục làm lần nữa. Tôi trải qua một đêm ở bệnh viện với một khăn chườm nước đá trong khi đợi bác sĩ khâu vết thương. Tôi từng rất lo lắng rằng làm sao tôi có thể vượt qua và tiếp tục sống. Tôi luôn cảm thấy bị bỏ rơi ngoài rìa. Tôi chỉ sống cho mình. Tôi nhận ra rằng nếu tôi không thể nào sống hết với khả năng của mình và điều đó làm tôi cảm thấy sợ hãi vô cùng. Tôi từng nghĩ "Trời ơi, tôi sắp phá nát cuộc đời của mình rồi" (Bradley Cooper, The Hollywood Reports, 9/2012)
Tháng 10/2006, anh đính hôn với diễn viên Jennifer Esposito. Cặp đôi kết hôn vào tháng 12 cùng năm. Vào tháng 5/2007, Jennifer đệ đơn ly hôn và được chấp thuận vào tháng 11/2007. "Chỉ là một chuyện xảy ra thế thôi. Điều đáng mừng là cả hai chúng tôi đều nhận ra sớm. Đôi khi chúng ta chỉ nhận ra thôi", Bradley giải thích. Trước cuộc hôn nhân với Jennifer, anh từng gặp gỡ Renee Zellweger trong lúc quay phim Case 39 trong năm 2006. Giới truyền thông suy đoán về mối quan hệ của hai người trong năm 2009 khi bộ phim được ra mắt. Mặc dù cả hai đều từ chối trả lời về mối quan hệ, nhưng thường xuyên xuất hiện cùng nhau, năm 2011, giới truyền thông lên tiếng về việc cả hai đã chia tay. Tháng 12/2011, anh hẹn hò với Zoe Saldana và chia tay vào tháng 1/2013. Tháng 3/2013, anh hẹn hò người mẫu Anh tên Suki Waterhouse, mối quan hệ chấm dứt vào tháng 3/2015. Bradley bắt đầu hẹn hò với siêu mẫu Nga Irina Shayk trong tháng sau đó. Tháng 11 cùng năm, anh chuyển về sống chung với Irina ở New York. Tháng 3/2017, Irina hạ sinh con gái đầu lòng của cả hai.
Hai năm kể từ sau cái chết của ba mình vì căn bệnh ung thư phổi trong năm 2011, anh định cư lại ở Los Angeles cùng với mẹ. Trong thời gian chẩn đoán bệnh, anh cho biết: "Tôi là người rất may mắn bởi vì tôi có hoãn lại mọi việc và chú tâm vào việc chăm sóc ông ấy". Anh mô tả quá trình điều trị của ba mình là "rất mệt mỏi và chán chường cũng như phức tạp và tốn sức". Bradley cũng ủng hộ các tổ chức chống bệnh ung thư. Vào tháng 6/2014, anh tham gia ban quản trị của tổ chức phi lợi nhuận Hole in the Wall Gang Camp giúp mọi người chống lại bệnh ung thư.Tháng 4/2016, anh tham gia phát động Học việc chữa trị ung thư giúp đỡ bệnh nhân ung thư. Anh cũng là nhà sản xuất cho chương trình Stand up for Cancer, là một chương trình đặc biệt giờ vàng được chiếu vào tháng 9.
Năm 2009, Bradley tham gia chiến dịch của tổ chức bệnh Alzheimer để nâng cao nhận thức của mọi người về chứng bệnh. Anh cũng là một trong những thành viên của tổ chức Alzheimer do người nổi tiếng thành lập vì mục đích tương tự. Trong năm 2015, Bradley đại diện phát biểu cho nhóm Got Your 6 tại chương trình The National Geographic nhằm đảm bảo những người cựu chiến bình được hòa nhập tốt hơn trong xã hội. Bradley cũng quyên góp cho các hoạt động tranh cử của đảng Dân chủ và tham gia hội nghị Dân chủ Quốc gia (khi Hillary Clinton nhận được đề cử tham gia tranh cử Tổng thống) để nghe Cựu Tổng thống Barack Obama diễn thuyết. Anh cho rằng Barack Obama là "một tổng thống tuyệt vời".
Lớn lên ở Philadelphia cho nên Bradley là fan hâm mộ của đội bóng quốc gia Eagles. Anh cũng từng tham dự sự kiên ném bóng tuyết vào Santa Claus trong giảm ESPN Promo và cũng tham gia nhiều sự kiện lớn của đội Eagle nhưng chiến thắng Super Bowl đầu tiên vào năm 2018